# Evžen Fried
Evžen Fried, znám také jako Eugen Fried (13. března 1900 Trnava – 17. srpna 1943 Brusel), byl československý komunista, který měl jako reprezentant Komunistické internacionály ve 30. a na počátku 40. let 20. století vedoucí úlohu ve francouzské komunistické straně. Zajišťoval, aby představitelé strany byli loajální Stalinovi a řídili se pokyny Moskvy. Byl bezohledný, ale diskrétní a nebyl veřejně znám.

## Počátky
Evžen (Jenő) Fried se narodil 13. března 1900 v Trnavě do maloobchodnické židovské rodiny Emila Frieda a Jeanetty, roz. Neubauerové. Byl nadaným studentem, gymnázium v Banské Bystrici absolvoval v roce 1917 a poté zahájil studia chemického inženýrství na Vysoké škole technické v Budapešti, které ale kvůli rozpadu Rakouska-Uherska v roce 1918 nemohl dokončit. Přidal se k bolševikům a od března do července 1919 se účastnil revoluce Bély Kuna, v níž byla založena Maďarská republika rad. Po jejím krachu se uchýlil do nově založeného Československa.

## Komunistická strana Československa
Fried byl členem Komunistické strany Československa (KSČ) od jejího založení v roce 1921. Stranou byl poslán do Košic, hlavního města východního Slovenska, kde byl aktivní až do roku 1924, kdy nelegálně odcestoval do Moskvy, aby se mohl zúčastnit V. kongresu Komunistické internacionály (Kominterny). Po návratu byl odsouzen na 30 měsíců do vězení (1925 až 1927). V roce 1927 se oženil s mladou slovenskou aktivistkou. Fried byl kultivovaný a sečtělý muž se širokým okruhem zájmů, který hovořil několika jazyky (maďarsky, česky, německy, francouzsky, jidiš, rusky a anglicky, částečně také italsky, turecky a nizozemsky). Byl elegantní, dobře se oblékal, zdvořilý, mluvil mírně a byl nemilosrdný.
Po propuštění z vězení byl poslán do Liberce, protože na Slovensku už byl příliš známý. Zde působil jako redaktor deníku Vorwärts. Stal se profesionálním revolucionářem a obdivovatelem Stalina. Dmitrij Manuilskij, jeden ze Stalinových zástupců v Kominterně, si Frieda všiml a svěřoval mu stále odpovědnější úkoly. Od června 1928 byl zodpovědný za očistu KSČ od představitelů, kteří nebyli dostatečně poslušní Moskvě. V prosinci téhož roku měl jako člen ÚV KSČ a politbyra za úkol straně vnutit vedení loajální Stalinovi. Svou ženu opustil v roce 1929, když ho Manuilskij povolal do Moskvy, aby pracoval v Kominterně. Zde byl v prosinci obviněn z levicového odchýlení, ale byla mu zachována přízeň, když napsal sebekritiku.

## Předválečná Komunistická strana Francie
Na konci roku 1930 byl Fried Kominternou jmenován referentem odpovědným za dohled nad Komunistickou stranou Francie (Parti communiste français, PCF). Působil pod pseudonymem „Clément“ a od roku 1931 až do roku 1942 hrál v PCF vedoucí roli. V tu dobu se strana potácela ve zmatcích a Fried měl pokyny odstranit sociálnědemokratické a anarchosyndikalistické živly a zabránit tomu, aby trockisté získali vliv. Musel odstranit rivalitu, eliminovat nezdravé elementy a dosadit do vedení strany muže loajální Moskvě. Fried, okouzlující a přesvědčivý člověk, těchto cílů dosáhl během několika let. Odstranil Henri Barbého a Pierre Célora a naopak vyzdvihl Maurice Thoréze, Jacquese Duclose, Benoît Frachona a André Martyho. Poté, co se Thorez stal oficiálním předsedou strany, se Fried stáhl do ústraní, ale zůstal skutečným vůdcem PCF. Oba, Thorez i Fried, se zúčastnili Kongresu antifašistických dělníků a VII. kongresu Kominterny, ovšem Thorez byl veřejnou tváří strany.
Byla zřízena komise pro kádry (commission des cadres), aby „ověřovala“ soudruhy a zajišťovala, „aby věci byly takové, jaké mají být“ – vykořenila informátory a politicky nespolehlivé členy. Jednou z možností, jak toho dosáhnout, byl požadavek, aby všichni členové PCF vyplnili autobiografický dotazník, který poté mohl být analyzován. Tajemníkem komise se na počátku roku 1933 stal Maurice Tréand. Komise pro kádry byla poněkud utajená a pracovala přímo s Friedem, Thorezem a agenty Kominterny. V roce 1934 Fried vyloučil Jacquese Doriota, který podle názoru Sovětského svazu příliš ukvapeně odsoudil vzrůstající nacistickou hrozbu v Německu, nicméně už za jeden rok PCF podporovala politiku Kominterny lidové fronty proti fašismu. Po volbách roku 1936 Fried nasměroval PCF k podpoře vlády Léona Bluma, aniž by se jí přímo účastnila. Bagatelizoval také stalinistické čistky na konci 30. let a vysvětlil stranickým představitelům pakt Molotov–Ribbentrop mezi nacistickým Německem a Sovětským svazem.

## Druhá světová válka
Druhá světová válka vypukla na počátku září 1939. Výkonný výbor Komunistické internacionály sdělil francouzským a britským komunistickým stranám přes Friedovo vysvětlení, že nejde o válku mezi demokracií a fašismem, ale o válku mezi imperialistickými mocnostmi a „… hlavní otázkou je boj proti kapitalismu – zdroji všech válek – proti režimu buržoazní diktatury ve všech formách, a to především ve vaší vlastní zemi…“. 26. září 1939 vláda Édouarda Daladiera PCF zakázala. V následujících měsících bylo uvězněno 35 komunistických poslanců a tisíce komunistických aktivistů a více než tři tisíce komunistických uprchlíků bylo internováno jakožto nežádoucí cizinci. Fried pro Thoreze zařídil přes Belgii únik do Sovětského svazu. Sám se usadil v Bruselu, kde vytvořil tajnou základnu Kominterny pro celou západní Evropu, prostřednictvím radiotelegrafu byl v kontaktu s Moskvou a řídil tak i ilegální PCF.
V květnu 1940 Němci napadli Francii, která kapitulovala 22. června 1940. Ten den Fried obdržel detailní směrnici od vůdce Kominterny Georgi Dimitrova a Thoreze o tom, jak by bylo možné odolávat německým okupačním silám. Ihned po okupaci se totiž někteří francouzští komunisté pokusili získat od Němců povolení k legálnímu vydávání jejich novin l'Humanité, ovšem až do začátku srpna 1941 bylo Friedovi uloženo, aby zrušil veškerý kontakt s německými úřady. Vedení francouzské komunistické strany v období mezi okupací Francie a německou invazí do Ruska 22. června 1941 bylo rozděleno na tři místa. Generální tajemník Maurice Thorez byl spolu s André Martym v Moskvě, v Paříži byla ilegální strana řízena Benoîtem Frachonem, jemuž pomáhal Arthur Dallidet, a v Bruselu se skrývali Jacques Duclos, který se stal politickým vůdcem strany, a později vůdci komunistického odboje Maurice Tréand a Eugen Fried.
Poté, co Německo napadlo Sovětský svaz, Fried obdržel šifrovanou zprávu, ve které bylo komunistům v západní Evropě řečeno, aby „použili všechny způsoby a prostředky k tomu, aby lid povstal a bojoval s okupanty“, včetně demonstrací, stávek a sabotáží. Hlavní sovětskou zpravodajskou sítí, která operovala po celé západní Evropě, byla Rudá kapela. V prosinci 1941 dal Dimitrov Friedovi pokyn kontaktovat vedoucího Rudé kapely, Leopolda Treppera. Schůzka se však neuskutečnila, protože gestapo odhalilo radiostanici Rudé kapely v Bruselu a Trepper utekl do Paříže. V červenci 1942 došlo k dalším zatčením a několik agentů bylo prozrazeno. Evžen Fried byl zavražděn gestapem v Bruselu dne 17. srpna 1943 (někdy je uváděn až rok 1944). Jeho pravá totožnost však nebyla v té době známa. Pováleční vůdci francouzských komunistů převážně ignorovali roli, kterou sehrál.